# گری سامرز
گری سامرز (انگلیسی: Gary Summers؛ زادهٔ) یک مهندس صدا اهل ایالات متحده آمریکا است. وی ضبط صدا را بر روی تعدادی از فیلم‌های پر فروش مانند آواتار، تایتانیک، ترمیناتور ۲، نجات سرباز رایان و پارک ژوراسیک انجام داده‌است.